# Minke Smabers
Minke Smabers (Haia, 22 de março de 1979) é uma jogadora de hóquei sobre a grama neerlandesa que já atuou pela seleção de seu país. Hanneke Smabers, sua irmã mais velha, também é jogadora de hóquei.

## Carreira

### Olimpíadas de 2000
Nos Jogos de Sydney de 2000, Ageeth e suas companheiras de equipe levaram a seleção neerlandesa à conquista da medalha de bronze do torneio olímpico. Na primeira fase, os Países Baixos terminaram em terceiro lugar do grupo. Na segunda fase, composta por um único grupo de seis equipes, as neerlandesas também ficaram em terceiro, classificando-se assim para a disputa do bronze. Nesta partida, Minke Smabers ajudou seu time na vitória de 2 a 0 sobre a Espanha.

### Olimpíadas de 2004
Minke conquistou uma medalha de prata nos Jogos Olímpicos de Atenas de 2004. A seleção neerlandesa chegou às semifinais após terminar a fase de grupos do torneio em primeiro lugar, com quatro vitórias em quatro jogos. Em 24 de agosto, os Países Baixos derrotaram a Argentina por 4 a 2, conseguindo vaga na grande final, que foi disputada dois dias depois contra as alemãs. Na decisão, a Alemanha venceu por 2 a 1, e Minke ficou com a prata.

### Olimpíadas de 2008
Nos Jogos de Pequim de 2008, Minke Smabers e suas companheiras de equipe levaram a seleção neerlandesa ao título do torneio olímpico. Após terminar a fase de grupos na primeira colocação de forma invicta, os Países Baixos golearam a Argentina na semifinal pelo placar de 5 a 2. A grande final, disputada em 22 de agosto daquele ano, terminou com a vitória de 2 a 0 das neerlandesas sobre as anfitriãs chinesas, dando a medalha de ouro para Minke.